# Міністр праці і соціального захисту Греції
Міністр праці і соціального захисту Греції (грец. Υπουργός Εργασίας και Κοινωνικής Ασφάλισης) — очільник Міністерства праці і соціального захисту Греції, яке опікується справами зайнятості, безробіття та соціального захисту громадян. Чинний міністр — Йоргос Кутруманіс.

## Список міністрів працевлаштування і соціального захисту
| Ім'я                | Початок повноважень | Кінець повноважень | Партія          |
| ------------------- | ------------------- | ------------------ | --------------- |
| Дімітріс Реппас     | 24 жовтня 2001      | 10 березня 2004    | ПАСОК           |
| Панос Панайотопулос | 10 березня 2004     | 15 лютого 2006     | Нова Демократія |
| Саввас Цитурідіс    | 15 лютого 2006      | 30 квітня 2007     | Нова Демократія |
| Василіос Маггінас   | 30 квітня 2007      | 18 грудня 2007     | Нова Демократія |
| Фані Паллі-Петралія | 18 грудня 2007      | 7 жовтня 2009      | Нова Демократія |

## Список міністрів праці і соціального захисту
З до  була міністром Міністерства праці, соціального захисту та соціальної солідарностіа. 

| Ім'я               | Початок повноважень   | Кінець повноважень | Партія          |
| ------------------ | --------------------- | ------------------ | --------------- |
| Андреас Ловердос   | 7 жовтня 2009         | 7 вересня 2010     | ПАСОК           |
| Лука Кацелі        | 7 вересня 2010        | 17 червня 2011     | ПАСОК           |
| Йоргос Кутруманіс  | 17 червня 2011        | 17 травня 2012     | ПАСОК           |
| Антоніс Рупакіотіс | 17 травня 2012        | 21 червня 2012     | безпартійний    |
| Янніс Вруціс       | 21 червня 2012        | чинний             | Нова Демократія |
| Ефі_Ахціоглу       | 5 листопада 2016 року | 9 липня 2019 року  | безпартійна     |